# Bernard Antony (Affineur)
Bernard Antony (* 1943 im Elsass) ist ein französischer Affineur.

## Werdegang
Antony begann als fahrender Lebensmittelhändler, der mit einem Lieferwagen abgelegene Dörfer der Umgebung versorgte. 1971 eröffnete er einen Lebensmittelladen in Vieux-Ferrette.
1979 traf er den Käsepapst Pierre Androuët und begann, Käse zu veredeln. 1983 entstand der erste Reifekeller, 1986 ein Verkostungskeller. Sein Faible für die Affinage machten ihn bald bekannt. 2022 gibt es sieben Reifekeller.
Antony verfeinert rund 100 Käsearten, die vor allem an 70 Sternerestaurants geliefert werden.

## Auszeichnungen
- 1991: Mercure d’Or[1]
- 2008: Ordre Nationale du Mérite für seine Verdienste rund um den Käse und die französische Landwirtschaft[4]
- 2018: Walter Scheel Medaille

## Publikation
- Fromage. Ducasse Edition, 2019, ISBN 978-2379450280.